# تونی استوکس
تونی استوکس (انگلیسی: Tony Stokes؛ زادهٔ ۷ ژانویهٔ ۱۹۸۷) یک بازیکن فوتبال است.